# الحملة الجاليكية (1384)
الحملة الجاليكية عام 1384 هي حملة بحرية قاد البرتغاليين ضد القشتاليين، بحيث أيد الدون بيدرو كونت تراستمارا ابن عم الملك البرتغاليين، بحيث قام بالاستيلاء على سفينة القادس رئيسية لنفسه، وأيضا قام بسلسلة من هجمات على غاليسيا وخرب مدنها منها بايونا ولا كورونيا ونيدا وحرقوا بلدة ساحلية تدعى فيرول باضافة تم تدمر سفنتين القشتالتيين الكبيرتين وايضا خطف سفينة القادس القشتالية وجميع هذه السفن كانت تقوم بمد الأمدادات لجيوش القشتالية التي كانت تحاصر لشبونة الذي كان منذ 29 مايو 1384.
وبعدها رجع البرتغاليين إلى بورتو وقامت عدت الاحتفالات لتكريم هذا الانتصار.